# Antoni Ziółko
Antoni Ziółko – mieszkaniec Dąbrowy (Dambrau), delegat na Polski Sejm Dzielnicowy obradujący w Poznaniu w dniach od 3-go do 5-go grudnia 1918 roku. Jeden z czwórki delegatów na Sejm wybranych przez Polaków zamieszkujących teren powiatu niemodlińskiego (Landkreis Falkenberg O.S.).